# Списък на канонизираните папи
Тази статия съдържа списък на папите, станали светци.
1. Агапет I
2. Агатон
3. Адеодат I
4. Адриан III
5. Александър I
6. Анаклет I
7. Анастасий I
8. Антер
9. Бенедикт II
10. Бонифаций I
11. Бонифаций IV
12. Виталиан
13. Геласий I
14. Григорий I
15. Григорий II
16. Григорий VII
17. Дионисий
18. Еварист
19. Евсевий
20. Евтихий
21. Зефирин
22. Иларий
23. Инокентий I
24. Йоан I
25. Кай
26. Каликст I
27. Климент I
28. Луций I
29. Лъв I
30. Лъв II
31. Лъв III
32. Лъв IV
33. Лъв IX
34. Марк
35. Мартин I
36. Марцел I
37. Николай I
38. Павел I
39. Пасхалий I
40. Петър
41. Пий I
42. Пий V
43. Пий X
44. Понтиан
45. Сикст I
46. Сикст III
47. Силверий
48. Силвестър I
49. Симплиций
50. Сириций
51. Стефан I
52. Урбан I
53. Феликс III
54. Феликс IV
55. Хигин
56. Хормисдас
57. Целестин I
58. Целестин V
59. Юлий I

|  | Тази страница частично или изцяло представлява превод на страницата List of canonised popes в Уикипедия на английски. Оригиналният текст, както и този превод, са защитени от Лиценза „Криейтив Комънс – Признание – Споделяне на споделеното“, а за съдържание, създадено преди юни 2009 година – от Лиценза за свободна документация на ГНУ. Прегледайте историята на редакциите на оригиналната страница, както и на преводната страница, за да видите списъка на съавторите. ВАЖНО: Този шаблон се отнася единствено до авторските права върху съдържанието на статията. Добавянето му не отменя изискването да се посочват конкретни източници на твърденията, които да бъдат благонадеждни. |